# N441 (België)

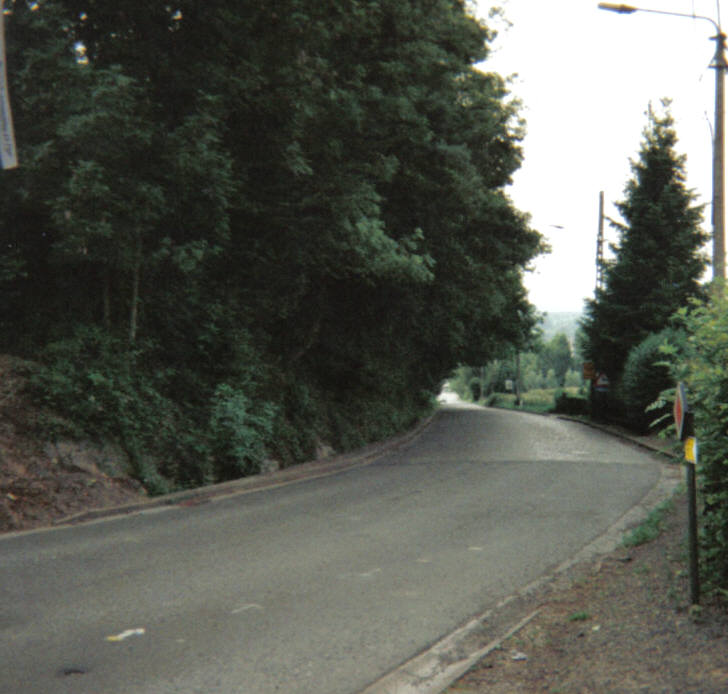
Afdaling van de Kattenberg richting Ename

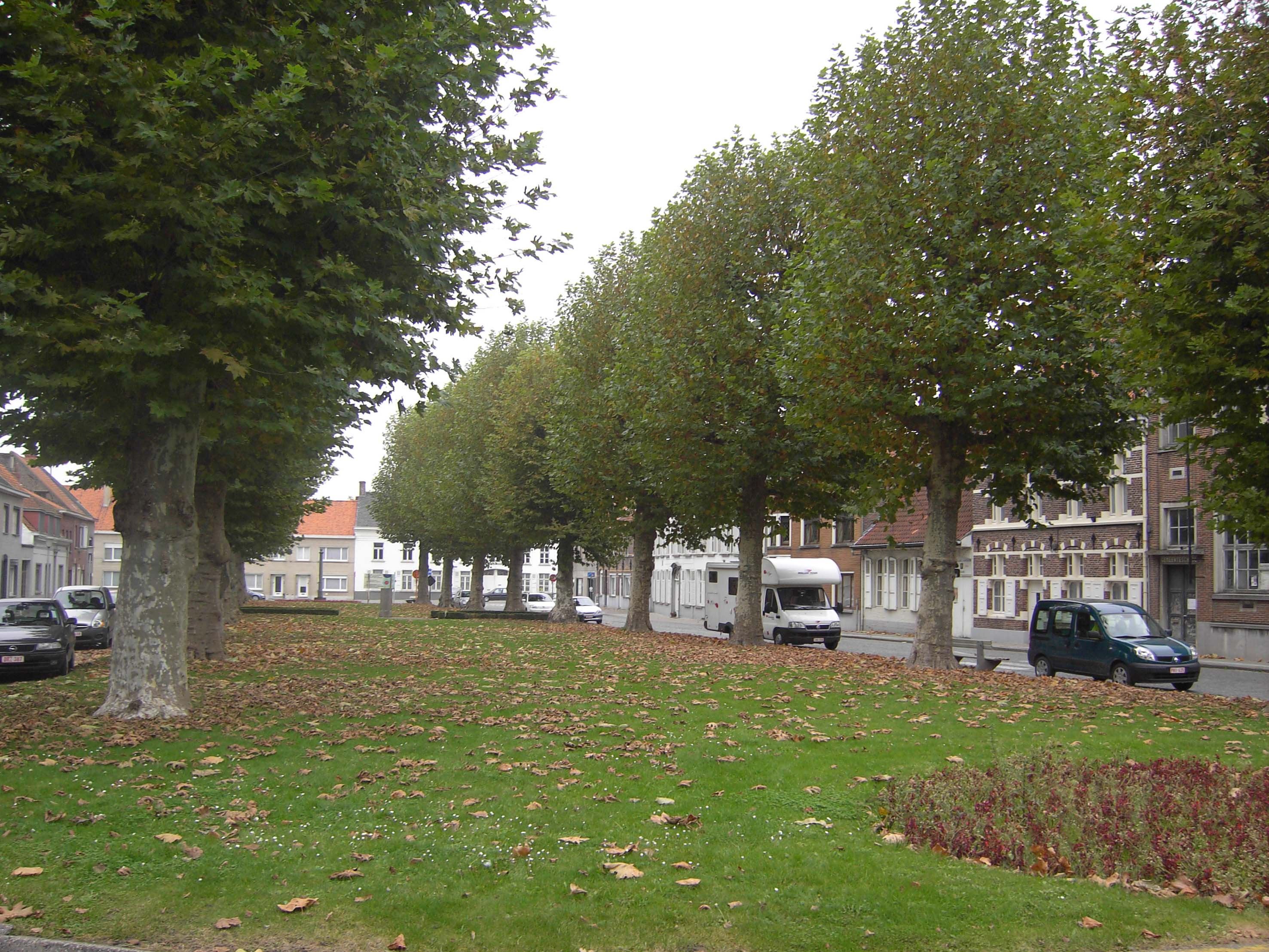
Beaucarnestraat of Enameplein in Ename

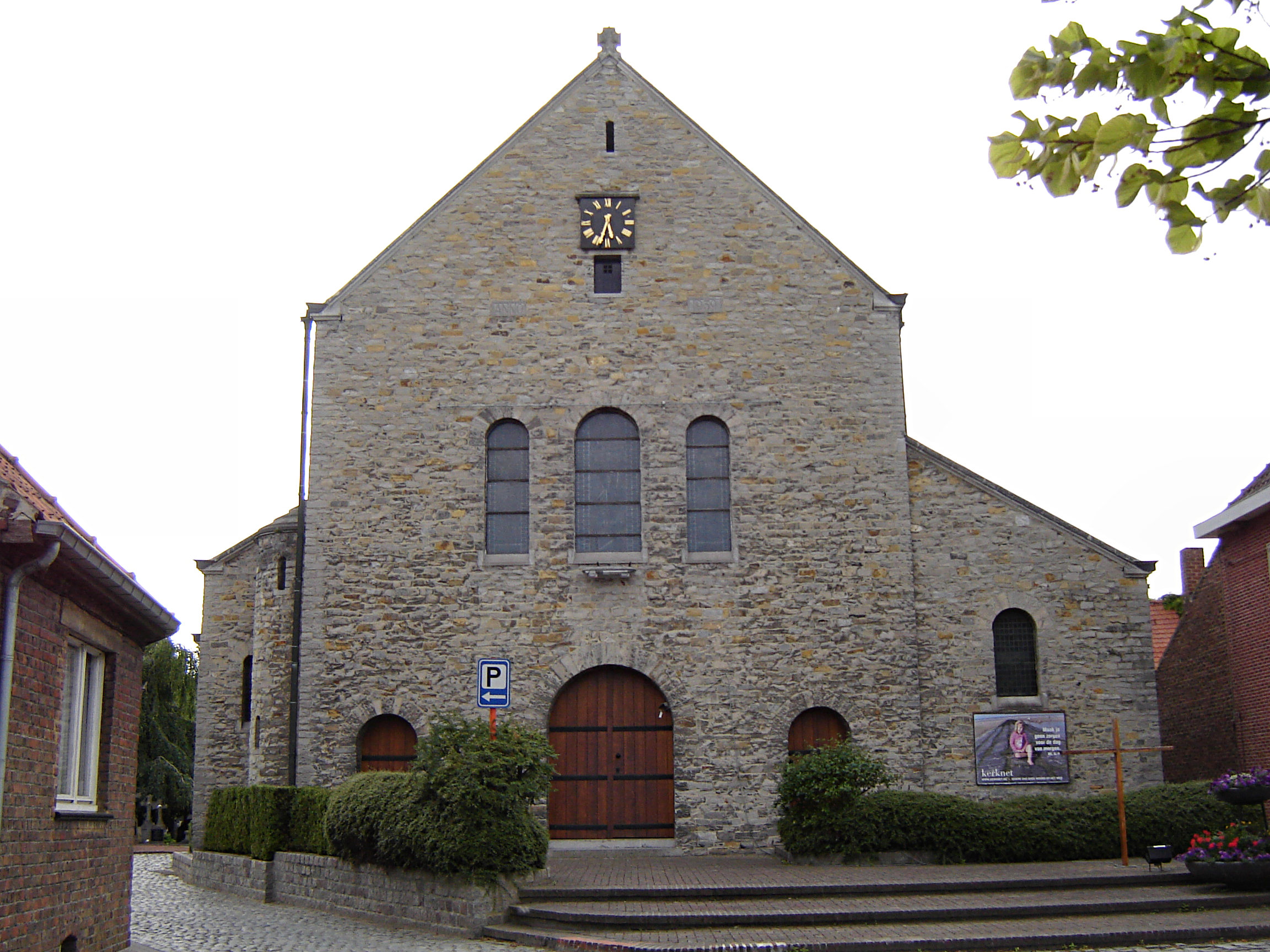
Sint-Vedastuskerk in Nederename, gezien vanaf de N441

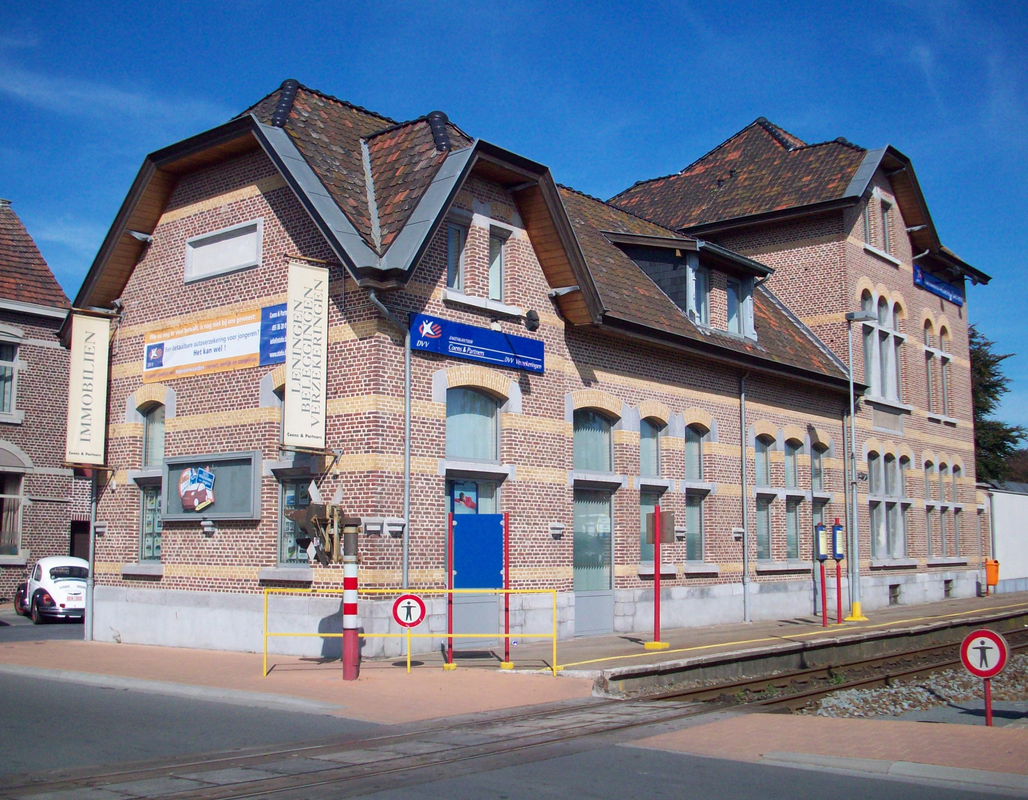
Spooroverweg en station in Eine

De N441 is een gewestweg gelegen in de Belgische stad Oudenaarde. De weg verbindt de N60 in Eine met de N8 in Mater en bevat 2x1 rijstroken. De route heeft een lengte van ongeveer 7 kilometer. De weg maakt ook deel uit van de ring rond Oudenaarde.

## Traject
De weg begint in het noorden aan de steenweg Oudenaarde-Gent (N60) en loopt dan zuidwaarts naar het dorpscentrum van Eine. Vanuit het centrum loopt het traject oostwaarts, steekt de Schelde over naar het centrum van Nederename, waar het eerste deel van het traject op de gewestweg van Oudenaarde naar Aalst (N46) eindigt.
Driekwart kilometer zuidelijker op de N46 begint in het centrum van Ename een tweede deel van het traject. Dit loopt verder zuidoostwaarts uit het dorpscentrum, over de Kattenberg, tussen de dorpscentra van Volkegem en Mater door, om te eindigen op de weg tussen Oudenaarde en Geraardsbergen (N8) ter hoogte van Hauwaart.

## Geschiedenis
Het noordelijk deel van de route volgt vanaf de N60 tot het centrum van Eine het oude tracé van de Gentse Steenweg. Het zuidelijk deel van de weg volgt een licht kronkelende tracé tussen de steenwegen Oudenaarde-Aalst en Oudenaarde-Geraardsbergen. Al deze tracés waren reeds te zien op de Ferrariskaart uit de jaren 1770.
De brug over Schelde, de zogenaamde Ohiobrug, werd in 1928 in spanbeton opgetrokken met steun van de Amerikaanse staat Ohio, ter herinnering aan de 37ste Divisie van het Amerikaanse leger die hier 1918 de Schelde overstak. De brug werd in de Tweede Wereldoorlog opgeblazen en meermaals herbouwd. In de loop van de 20ste eeuw werd in het noordwesten in Eine een nieuw recht stuk van de steenweg Oudenaarde-Gent aangelegd, waardoor dat stuk weg niet langer een deel was van de hoofdweg tussen beide steden.

## Straatnamen
Het traject is een aaneenschakeling van straten die verschillende straatnamen dragen. De weg heet achtereenvolgens:
- Graaf Van Landastraat
- Ohiostraat
- Oudstrijdersstraat
- Beaucarnestraat
- Lijnwaadmarkt
- Zwijndries
- Kattenberg
- Natendries
- Holleweg

## Bezienswaardigheden
- De Ohiobrug, die met zijn bisonbeelden en gedenkplaten in 2010 voorlopig werd beschermd als monument.
- Het station Eine
- De beschermde Sint-Vedastuskerk
- Het Enameplein of de Beaucarnestraat, dat met andere kasseiweg werd beschermd als monument. Ook het pand op huisnummer 9 werd beschermd.
- Ook de kasseiwegen Zwijndries en Holleweg werden beschermd.

## Sport
Verschillende stukken van het traject worden in het wielrennen soms opgenomen als helling of kasseistrook in de Vlaamse voorjaarsklassiekers. De Kattenberg fungeert soms als helling, de Holleweg als kasseistrook.
R-wegen:
R0 · R1 · R2 · R3 · R4 (R4a · R4z) · R5 (R5a) · R6 · R7 · R8 · R9 · R10 · R11 (R11a) · R12 · R13 · R14 · R15 · R16 · R18 · R20 (R20a · R20b) · R21 (R21a · R21b · R21c · R21d) · R22 (R22a · R22z) · R23 (R23z) · R24 · R25 · R26 · R27 (R27a) · R30 (R30a · R30b) · R31 · R32 · R33 · R34 · R35 · R36 (R36z) · R40 (R40a) · R41 · R42 · R43 · R50 · R51 · R52 · R53 · R54 · R55 · R61 (R61a) · R62 · R70 · R71 · R72 · R73
N-wegen die (gedeeltelijk) een ringweg omvatten:
N1 · N3 · N4 · N6 · N7 · N8 · N9 · N13 · N17 · N27 · N27a · N28 · N29 · N31 · N32 · N34 · N35 · N36 · N37 · N38 · N39 · N41 · N44 · N46 · N47 · N49 · N50 · N55 · N60 · N60d · N70 · N71 · N72 · N73 · N75 · N76 · N78 · N80 · N81 · N82 · N90 · N92 · N113 · N153 · N203 · N203a · N390 · N405 · N416 · N441 · N473 · N498 · N556 · N700 · N712 · N712b · N717 · N722 · N725 · N748 · N750 · N769 · N967